# Leonarda
Leonarda – imię żeńskie pochodzenia łacińsko–germańskiego; żeński odpowiednik imienia Leonard. Pierwszy człon imienia stanowi wczesna pożyczka germańska z łaciny („lew” – stwniem. lēwo, lěwo; zachodniofrankońska, zromanizowana forma leon), natomiast drugi człon to stwniem. hart – „mocny, dzielny”.
Imię Leonarda jest notowane w Polsce co najmniej od 1626 roku. W XXI wieku należy do imion rzadkich. W marcu 2001 nosiło je 7870 Polek. W styczniu 2024 r. w rejestrze PESEL, wśród publicznie dostępnych danych dotyczących osób żyjących, wykazano 2632 kobiety o imieniu Leonarda nadanym jako imię pierwsze oraz 1597 kobiet noszących imię Leonarda jako imię drugie. Dla porównania, najczęściej nadane jako imię pierwsze – Anna, nosi 1 072 616 osób.
Leonarda imieniny obchodzi 30 marca, 26 października, jako wspomnienie bł. Celiny Rozalii Leonardy Borzęckiej, z domu Chludzińskiej, 6 listopada i 26 listopada.

## Imię Leonarda w innych językach[12]
- łacina – Leonarda
- angielski – Lenice, Leonarda
- francuski – Léonarde
- hiszpański – Leonarda
- niemieckl – Lienhard, Linnart
- rosyjski – Leonarda
- słowacki – Leonarda
- słoweński – Lenarda
- włoski – Leonarda.